# Talose
Talose (kurz: Tal) ist ein Monosaccharid mit sechs Kohlenstoff-Atomen. Dieser Zucker gehört zur Gruppe der Aldohexosen. Talose ist das C-2 Epimer von Galactose (siehe: Stammbaum der Aldosen). D-Talose kommt in der Natur – wenn auch in geringer Menge – als Bestandteil der antibiotisch wirkenden Hygromycine (von Streptomyceten gebildet) vor.
Wie bei jedem Zucker (außer Dihydroxyaceton) gibt es zwei enantiomere Formen, die sich wie Bild und Spiegelbild verhalten. Wenn in diesem Text  oder in der wissenschaftlichen Literatur „Talose“ ohne weiteren Namenszusatz (Präfix) erwähnt wird, ist D-Talose gemeint.

## Eigenschaften
In wässriger Lösung kommt es teilweise zu einem intramolekularen Ringschluss, so dass sich ein Gleichgewicht zwischen der Aldehydform und den beiden Ringformen (Furanose und Pyranose) einstellt:
| D-Talose – Schreibweisen | D-Talose – Schreibweisen | D-Talose – Schreibweisen |
| Keilstrichformel         | Haworth-Schreibweise     | Haworth-Schreibweise     |
| ------------------------ | ------------------------ | ------------------------ |
|                          | α-D-Talofuranose 20 %    | β-D-Talofuranose 11 %    |
| α-D-Talopyranose 40 %    | β-D-Talopyranose 29 %    |                          |